# Ornithidium scullianum
Ornithidium scullianum är en orkidéart som först beskrevs av John T. Atwood, och fick sitt nu gällande namn av Mario Alberto Blanco och Isidro Ojeda. Ornithidium scullianum ingår i släktet Ornithidium och familjen orkidéer.
Artens utbredningsområde är Colombia. Inga underarter finns listade i Catalogue of Life.